# CXO J164710.2-455216
CXO J164710.2-455216 – magnetar znajdujący się w gromadzie Westerlund 1, położonej w gwiazdozbiorze Ołtarza. Oddalony ok. 12 700 lat świetlnych od Ziemi. Masa CXO J164710.2-455216 wynosi około dwóch mas Słońca, średnica około 20 km, a okres obrotu około 10,6 sekundy.
W 2014 w Westerlund 1 odnaleziono uciekającą z niej gwiazdę, która była towarzyszem tego magnetara.